# Black Mafia Family
Black Mafia Family (BMF) è un'organizzazione criminale finalizzata allo spaccio di droga con base a Detroit (Michigan) e New York con sedi d'affari anche ad Atlanta e Los Angeles, in contatto con alcuni cartelli della droga messicani per un giro d'affari multimilionario.
Sfruttando gli agganci nello scenario musicale hip hop americano, in particolare promosso da Young Jeezy, la BMF era nota per lo stile di vita slanciato e appariscente dei propri membri legati molto alla cultura hip hop come dimostrato dal fatto che Bleu DaVinci fu lanciato come rapper solista al contempo lavorando per l'organizzazione criminale. I fondatori della BMF, Demetrius e Terry furono condannati a 30 anni di prigione in base alla legge federale Continuing Criminal Enterprise (versione americana dell'associazione a delinquere della legislazione italiana). 

## Storia

### BMF Entertainment
Black Mafia Family Entertainment è il nome sotto cui l'organizzazione criminale era nota nel mondo hip hop. Conosciuta nello scenario underground e oggetto d'attenzione da parte di alcune riviste dedicate e cantanti celebri come Young Jeezy e Fabolous. Un video musicale per il singolo di Bleu DaVinci fu prodotto dai due rapper, ma non fu mai caricato in rete.

### Arresti del 2009
Vernon Marcus Coleman fu indagato nel 2007 per possesso di cocaina ai fini di spaccio, e il mandato di cattura fu eseguito il 17 luglio 2009 mentre era in soggiorno ad Atlanta. Con l'arresto di Coleman veniva a chiudersi il cerchio delle principali persone coinvolte nel circuito criminale per un totale di 150 condanne, anche se, secondo il governo federale, il numero dei membri sarebbe stato di gran lunga superiore e comprendente di figure chiave dell'organizzazione e del controllo strutturale (distributori, trasportatori, ecc.).

## Nella cultura di massa
Gli eventi e i personaggi hanno ispirato la serie tv BMF Black Mafia Family.